# Jehor Jarmoljuk
Jehor Romanovyč Jarmoljuk (in ucraino  Єгор Романович Ярмолюк?; trasl. angl.: Yehor Romanovych Yarmolyuk; 25 aprile 2004) è un calciatore ucraino, centrocampista del Brentford.

## Carriera

### Club
Jarmoljuk è cresciuto nel settore giovanile di Dnipro e Dnipro-1, con cui ha debuttato a livello professionistico il 19 giugno 2020 nell'incontro di Prem"jer-liha perso 2-0 contro il Vorskla. Il 22 settembre 2021 ha segnato il suo primo gol in Kubok Ukraïny contro il VPK-Ahro.
Il 14 luglio 2022 è stato acquistato a titolo definitivo dal Brentford.

### Nazionale
Ha giocato nelle nazionali giovanili ucraine Under-16, Under-19, Under-21 e Under-23.
Il 4 novembre 2024 è stato convocato per la prima volta in nazionale maggiore, con cui ha esordito il 20 marzo 2025 nel successo per 3-1 in Nations League contro il Belgio.

## Statistiche

### Presenze e reti nei club
Statistiche aggiornate al 25 novembre 2023.
| Stagione        | Squadra         | Campionato      | Campionato | Campionato | Coppe nazionali | Coppe nazionali | Coppe nazionali | Coppe continentali | Coppe continentali | Coppe continentali | Altre coppe | Altre coppe | Altre coppe | Totale | Totale | Totale |
| Stagione        | Squadra         | Comp            | Pres       | Reti       | Comp            | Pres            | Reti            | Comp               | Pres               | Reti               | Comp        | Pres        | Reti        | Pres   | Reti   |        |
| --------------- | --------------- | --------------- | ---------- | ---------- | --------------- | --------------- | --------------- | ------------------ | ------------------ | ------------------ | ----------- | ----------- | ----------- | ------ | ------ | ------ |
| 2019-2020       | Dnipro-1        | PL              | 2          | 0          | CU              | 0               | 0               |                    | -                  | -                  |             | -           | -           | 2      | 0      |        |
| 2020-2021       | Dnipro-1        | PL              | 9          | 0          | CU              | 1               | 0               |                    | -                  | -                  |             | -           | -           | 10     | 0      |        |
| 2021-2022       | Dnipro-1        | PL              | 7          | 0          | CU              | 2               | 1               |                    | -                  | -                  |             | -           | -           | 9      | 1      |        |
| 2022-2023       | Brentford       | PL              | 0          | 0          | FACup+CdL       | 0+1             | 0               |                    | -                  | -                  |             | -           | -           | 1      | 0      |        |
| 2023-2024       | Brentford       | PL              | 5          | 0          | FACup+CdL       | 0+1             | 0               |                    | -                  | -                  |             | -           | -           | 6      | 0      |        |
| Totale carriera | Totale carriera | Totale carriera | 23         | 0          |                 | 5               | 1               |                    | -                  | -                  |             | -           | -           | 28     | 1      |        |

## Palmarès
- Torneo di Tolone: 1

2024